# Цаголов Василь
Василь Цаголов (1957) — український художник медіа-художник, перформер. Народився  у місті Дигорі у Північній Осетії ( Росія). Представник Нової української хвилі.
Живе та працює в Києві.

## Біографія
У 1977—1980 рр. вчився у Північно-осетинській художній школі у Владикавказі. Навчався живопису у Державній академії мистецтв в Києві у 1980—1986 рр.

## Вибрані персональні виставки
- 2011 — «У страху очі великі», PinchukArtCentre, Київ, Україна
- 2009 — «Кого боїться Хьорст?», галерея «Колекція», Київ, Україна
- 2007 — «Дорого та сердито», галерея «Цех», Київ, Україна
- 2006 — «Оптика помаранчевої революції», галерея Гельмана, Москва, Росія
- 2003 — «Українські X-files», галерея Гельмана, Москва, Росія

## Вибрані групові виставки
- 2011 — «Незалежні. Українське мистецтво 1991—2011», Мистецький Арсенал, Київ, Україна
- 2009 — «Воля до безмірного: досвід метафізичних досягнень», Національний музей «Київська картинна галерея», Київ, Україна
- 2008 — «Самозахват», галерея «Цех», Київ, Україна; «Відлига», Chelsey Museum, Нью-Йорк, США
- 2007 — «Соц-арт», Maison Rouge, Париж, Франція

### Відеоарт і перформанс
Василь Цаголов — один з піонерів українського видеоарту та перформансу. У 1994  він створив  містично-кримінальний триллер  «Молочні сосиски», в якому головну роль маньяка, який мріє володарювати над світом, грав відомий арт-критик Олег Сидор-Гібелинда.
Створив декілька епатажних перформансін на початку 90-х, коли разом художники разом з критиком несли  містом труну, прощаючись з ідеологією комунізму («Карла Маркса – Пер Лашез» (Київ, 1993)

### Цікаві факти
Картину Василя Цаголова з циклу "Офісна любов-2" купили за 53600 доларів на аукціоні Phillips de Pury & Company на початку червня 2009 року. Того ж року на Sotheby's картину "Зайчик" придбали за 41000 доларів.